# This Time (이수영의 음반)
《This Time》은 가수 이수영의 정규 5집 앨범이다.

## 첫 번째 싱글
첫 번째 싱글 〈덩그러니〉는 발라드라 하기에는 과도한(?) 밴드 세션에서의 악기 사용과 드럼 비트로 인해 사실상 팝 록에 가깝다고 봐야 한다. 기존 이수영식 발라드의 팬들은 이 곡의 끊임없는 드럼 비트와 베이스 리프가 거슬린다는 반응을 보이기도 했다. 간주 중에는 아일랜드의 전통 악기인 아이리쉬 휘슬 소리가 울려퍼지는데 이 악기 연주의 경우 가수 하림이 세션을 맡았다.

## 두 번째 싱글
두 번째 싱글 〈여전히 입술을 깨물죠〉는 〈덩그러니〉와 비슷한 분위기의 곡으로 매우 긴 기간 동안 차트 상위권에 올랐다.

## 뮤직 비디오
타이틀곡 〈덩그러니〉, 〈여전히 입술을 깨물죠〉의 뮤직비디오 주연은 배우 공효진, 고수가 맡았다. 싱글 곡의 뮤직비디오로는 각각 1편, 2편으로 나뉘게 되었다. 일본 도쿄에서 촬영된 이 뮤직비디오는 두 배우의 만남과 갈등 그리고 화해의 내용을 다루고 있다. 뛰어난 퀄리티로 매우 좋은 평을 받았다.
싱글 곡 외에 〈우미공주〉가 영화 써클의 뮤직비디오로, 〈모르지〉가 영화 최후의 만찬 뮤직비디오로 제작되었다.

## 수록곡
| #            | 제목                                              | 작사         | 작곡                      | 편곡           | 재생 시간 |
| ------------ | ------------------------------------------------- | ------------ | ------------------------- | -------------- | --------- |
| 1.           | 〈Intro〉                                         |              | 박인영                    | 박인영         | 1:58      |
| 2.           | 〈Irish Whistle Blow〉 (Irish Whistle Feat. 하림) |              | 작자 미상 (아일랜드 민요) | MGR, 박용준    | 0:50      |
| 3.           | 〈덩그러니〉                                      | 윤종신       | MGR                       | MGR, 박용준    | 4:21      |
| 4.           | 〈우미공주〉                                      | 양재선       | MGR                       | MGR            | 5:57      |
| 5.           | 〈여전히 입술을 깨물죠〉                          | 심현보       | 심현보                    | 심현보         | 4:01      |
| 6.           | 〈다시〉                                          | 윤사라       | 심상원                    | 심상원         | 4:24      |
| 7.           | 〈Hate U〉                                        | 정진선       | 안성일                    | 안성일         | 3:38      |
| 8.           | 〈Bring Me Love〉                                 | 정진선       | 김도현                    | 김도현         | 3:35      |
| 9.           | 〈Wanna Bigman〉                                  | 이강희       | 이강희, 서상은            | 이강희, 서상은 | 4:23      |
| 10.          | 〈Sunshine〉                                      | 이강희       | 이강희                    | 이강희         | 4:05      |
| 11.          | 〈가난한 기도〉                                   | 이희승       | 이경섭                    | 최태완         | 4:35      |
| 12.          | 〈모르지〉 (내 맘을 알리가 없지)                  | 심현보       | 심현보                    | 심현보         | 4:09      |
| 13.          | 〈그래〉                                          | 이수영       | 김영욱                    | 김영욱         | 4:19      |
| 14.          | 〈틀〉                                            | 이수영       | 이동현                    | 이동현         | 3:57      |
| 15.          | 〈우미공주〉 (Orchestra Version)                  | 양재선       | MGR                       | 안성일         | 7:09      |
| 총 재생 시간 | 총 재생 시간                                      | 총 재생 시간 | 총 재생 시간              | 총 재생 시간   | 61:21     |

## 차트 기록
〈덩그러니〉
| 순위 | 15 | 3 | 3 | 2 | 1 | 1 | 1 |

〈여전히 입술을 깨물죠〉
| 순위 | 18 | 8 | 7 | 7 | 6 | 5 | 8 | 5 | 7 | 7 | 4 |